# Gina Mambrú
Gina Altagracia Mambrú Casilla (Santo Domingo, 21 de janeiro de 1986), é uma jogadora de voleibol dominicana que já defendeu a equipe paulista Vôlei Futuro, em Araçatuba. 

## Clubes
| Clube                | País                 | De   | Até  |
| -------------------- | -------------------- | ---- | ---- |
| Los Cachorros        | República Dominicana | 2001 | 2005 |
| Voley Sance Mepaban  | Espanha              | 2006 | 2007 |
| Distrito Nacional    | República Dominicana | 2007 | 2007 |
| Sportway Challengers | Trinidad e Tobago    | 2008 | 2008 |
| Deportivo Nacional   | República Dominicana | 2008 | 2008 |
| Ageo Medics          | Japão                | 2008 | 2009 |
| Vôlei Futuro         | Brasil               | 2009 | 2010 |
| Distrito Nacional    | República Dominicana | 2010 | 2010 |

## Títulos

### Pela Seleção Dominicana

#### Juvenil
- Vice-campeã do Campeonato NORCECA de Voleibol Feminino Sub-20 2006

#### Adulta
- Vice-campeã do Torneio de Voleibol Final Four 2008
- Bronzo do Torneio de Voleibol Final Four 2009
- Campeã do Campeonato NORCECA de Voleibol Feminino Bayamón 2009
- Bronzo do Copa dos Campeões Japão 2009

### Clubes
Distrito Nacional
- Campeã do Campeonato Dominicano de Voleibol 2007

## Prêmios individuais

### Clubes
- Melhor Saque da Superliga - 2010
- MVP Campeonato Dominicano de Voleibol - 2007